# F504i
ムーバ F504i（ムーバ エフ ごー まる よん アイ）は、富士通製のNTTドコモの携帯電話(mova)端末である。

## 概要
D504iとともに、504iシリーズの先陣を切って登場。当時としてはとても珍しい背面ミラー仕上げのデザインが特徴的である。サブディスプレイにはmovaとして初めて有機ELが使われ、テロップによる流れる文字表示が可能。
富士通端末としては初めて、赤外線通信に対応した。着信メロディは32和音対応。富士通端末らしく、プライバシーモードがあり、電話帳、着信履歴、発信履歴、送受信メールを隠す事ができる。

## 歴史
- 2002年2月8日　 テレコムエンジニアリングセンターによる技術基準適合証明の工事設計認証（工事設計認証番号01WAA1011、01XAA1019）
- 2002年2月20日　電気通信端末機器審査協会による技術基準適合認定の設計認証（設計認証番号A02-0103JP、J02-0034）
- 2002年5月21日　D5O4iとともにドコモから発表。
- 2002年5月24日　D5O4iとともに発売開始。
- 2012年3月31日　movaサービス終了により使用はこの日限りとなる。